# Ла-Лус (футбольный клуб)
«Ла-Лус» (исп. La Luz Fútbol Club) — уругвайский футбольный клуб из центральной части Монтевидео. Команда шесть раз выигрывала турниры, являвшиеся третьим уровнем в системе лиг чемпионата Уругвая.

## История
Клуб был основан 19 апреля 1929 года в районе Монтевидео Айрес-Пурос. Его основатели собрались в местном кафетерии на пересечении улицы Тудури́ (ныне — Франсиско Гойе́н) и бульвара Пропиос (ныне — Батлье-и-Ордоньес), который был единственным заведением в районе с электрическим освещением, поэтому футбольный клуб был назван La Luz — в переводе с испанского — «Свет».
В 1933 году команда выиграла Дивизион Экстра, который тогда был третьим дивизионом в системе лиг чемпионата Уругвая. В 1962 году «Ла-Лус» стал чемпионом Дивизиона Интермедиа, который с 1942 года стал третьим по уровню дивизионом. Команда завоевало право дебютировать в следующем году во втором эшелоне уругвайского футбола, где и оставалась до 1971 года. В 1976 году «Ла-Лус» впервые выиграл Примеру C, которая ныне называется Второй любительский дивизион, и вернулся во Второй дивизион. В 1978 году команда вошла в четвёрку сильнейших команд в Сегунде, что является лучшим результатом в истории клуба.
В 1982 году «Ла-Лус» на целое десятилетие покинул Второй дивизион. Впоследствии команда ещё трижды выигрывала чемпионат Уругвая во Втором любительском дивизионе — в 1992, 2001 и 2003 годах. Всего же «Ла-Лус» шесть раз выигрывал чемпионаты третьего эшелона уругвайского клубного футбола.
С 1999 по 2006 год клуб назывался «Лу-Лус Такуру́» из-за соглашения с Салезианским движением «Такуру́». После окончания соглашения клуб вернулся к прежнему названию.
В сезоне 2013/14 «Ла-Лус» был исключён изо всех турниров под эгидой АУФ из-за долгов.
В 2022 году «Ла-Лус» занял второе место во Втором дивизионе и впервые в своей 93-летней истории завоевал право выступить в 2023 году в Первом дивизионе. Кроме того, команде удалось дойти до финала первого в истории розыгрыша Кубка Уругвая.

## Достижения
- Чемпион Второго (любительского) дивизиона Уругвая (3-й уровень лиг) (4): 1976, 1992, 2001, 2003
- Чемпион Дивизиона Интермедиа (3-й уровень лиг) (1): 1962
- Чемпион Дивизиона Экстра (3-й уровень лиг) (1): 1933
- Финалист Кубка Уругвая (1): 2022